# Разделы Речи Посполитой

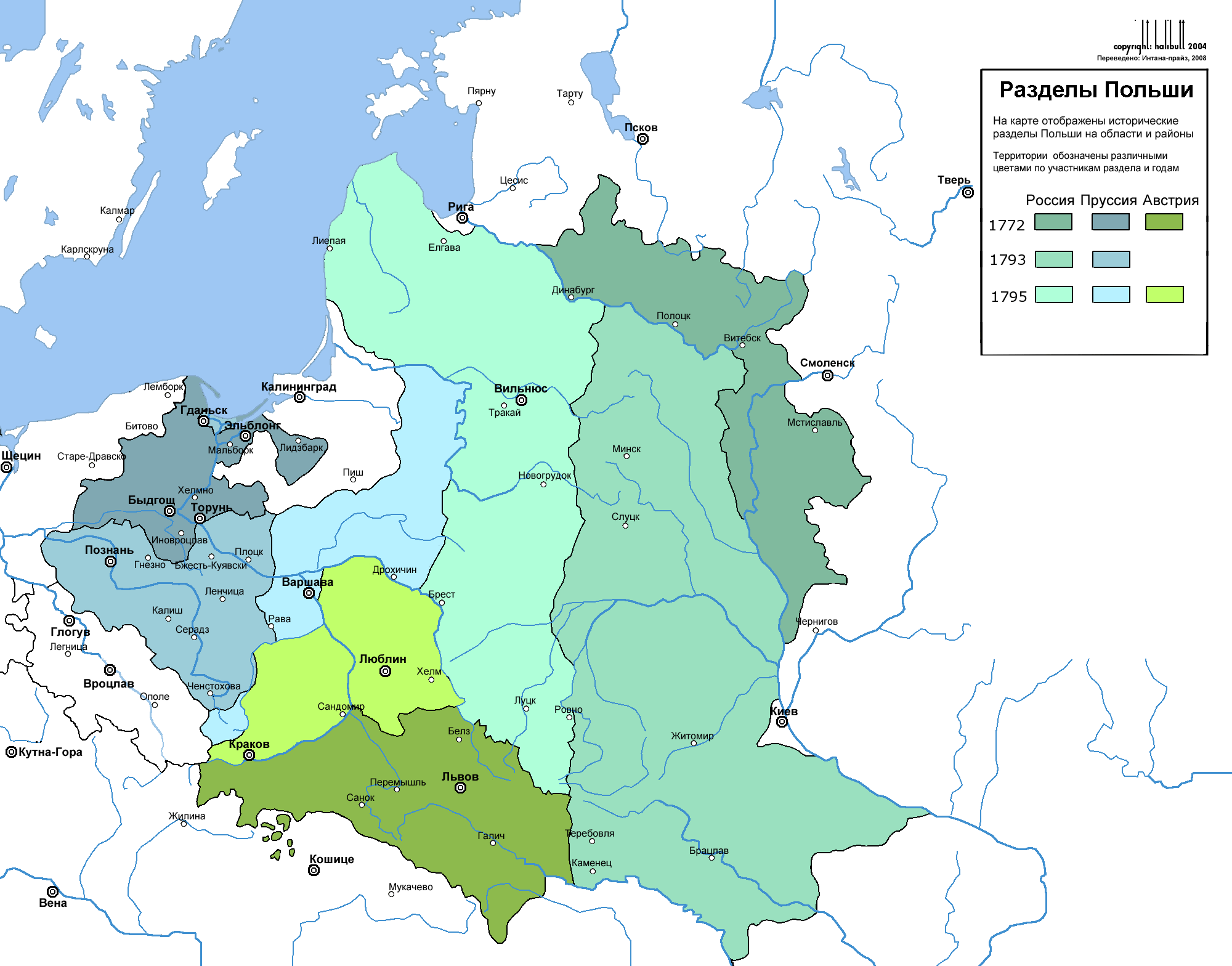
Все три раздела Речи Посполитой. Цветовое отображение территориальных приобретений становится мягче с каждым новым разделом

Разделы Ре́чи Посполи́той, (пол. Rozbiory Polski, rozbiory Rzeczpospolitej) — разделы территории польско-литовского государства (Речи Посполитой) между Прусским королевством, Российской империей и Габсбургской монархией в конце XVIII века в 1772, 1793 и 1795 годах.
Четвёртый раздел Речи Посполитой прошёл в ходе Венского конгресса в 1815 году.

## Предыстория
Ситуация накануне разделов
В середине XVIII века Речь Посполитая уже не была в полной мере независимой. Российские императоры оказывали непосредственное влияние на избрание польских королей. Особенно ярко эта практика видна на примере избрания последнего правителя Речи Посполитой Станислава Августа Понятовского, бывшего фаворита российской Императрицы Екатерины Великой. Во время правления Владислава IV (1632—1648) всё чаще стало применяться право liberum veto. Эта парламентская процедура была основана на представлении о равенстве всех шляхтичей-представителей законодательного органа Речи Посполитой — сейма. Для принятия каждого решения требовалось единодушное согласие. Мнение любого депутата, что какое-либо решение противоречит инструкции, полученной им от всей шляхты повета при избрании, даже если это решение было одобрено остальными депутатами, было достаточным для того, чтобы заблокировать это решение. Процесс принятия решений всё более затруднялся. Liberum veto также предоставляло возможности давления и прямого влияния и подкупа депутатов со стороны иностранных дипломатов, которые этой возможностью активно пользовались.

Ещё Пётр I заложил основы для будущих разделов Речи Посполитой благодаря Немому сейму 1717 года, из-за которого Речь Посполитая фактически превратилась в неофициальный протекторат России. Сейм получил известность благодаря тому, что продлился всего один день. Он вошёл в историю как «немой» потому, что король принял выдвигаемые ему требования (вывод саксонских войск, расширение полномочия Сейма и Сената, ограничение личной власти короля) практически без единого слова. К такому решению его склонил российский царь Пётр I. В итоге шляхта укрепила представительские органы власти в стране, а по абсолютизму был нанесён ощутимый удар. Сейм утвердил протекцию русского царя над Речью Посполитой. Роль самого сейма современные историки оценивают как негативную. Сокращение размера вооружённых сил и указание России как гаранта соглашений (даже если последнего и не было на самом деле) привело к ослаблению страны и её неофициальному превращению в российский протекторат. Российский царь теперь получал право вмешиваться во внутреннюю политику своего западного соседа. С уменьшенной армией, уходом саксонских солдат и отменой права на конфедерацию аристократия и король уже не могли бороться как друг с другом, так и с внешними угрозами. Российские войска для поддержки королевской оппозиции оставались на территории содружества ещё два года, пока Россия не договорилась с другими державами о прекращении попыток реформирования и усиления Речи Посполитой. Тем самым Немой сейм стал одним из первых прецедентов навязывания Польше внутренней политики, выгодной иностранным державам, и предшественником трёх её разделов. Историк Норман Дэвис назвал этот сейм «эффективным уничтожителем независимости Польши и Литвы».

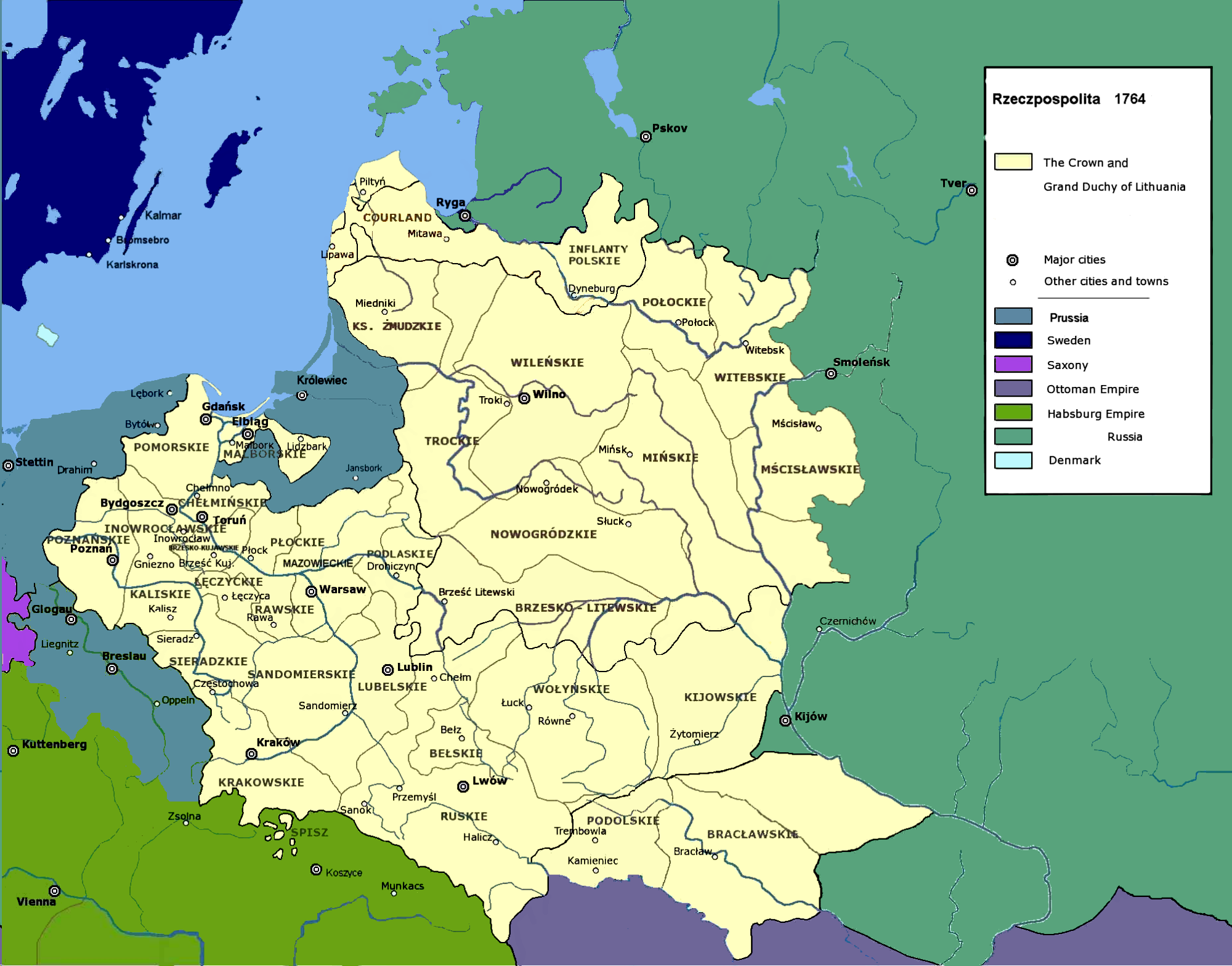
Карта Речи Посполитой до разделов

Речь Посполитая сохраняла нейтралитет во время Семилетней войны, при этом она проявляла сочувствие к союзу Франции, Австрии и России, пропуская российские войска через свою территорию к границе с Пруссией. Фридрих II принял ответные меры, заказав изготовление большого количества фальшивых польских денег, что должно было серьёзно затронуть экономику Речи Посполитой. В 1767 году через пророссийски настроенную знать и российского посла в Варшаве князя Николая Репнина Екатерина II инициировала принятие так называемых «кардинальных прав», которые ликвидировали результаты прогрессивных реформ 1764 года. Был специально созван особый сейм, работавший под фактическим контролем и на условиях, продиктованных российским послом Репниным. Репнин также приказал арестовать и выслать в Калугу некоторых активных противников своей политики, таких как Юзеф Анджей Залуский и Вацлав Ржевуский. «Кардинальные права» закрепляли законом все отменённые в ходе реформ практики прошлого, в том числе liberum veto. Речь Посполитая была вынуждена опереться на поддержку России для защиты от усиливающегося натиска со стороны Пруссии, которая желала аннексировать северо-западные районы Польши, дабы соединить свои западную и восточную части. В этом случае Речь Посполитая сохранила бы выход к Балтийскому морю только в Курляндии и на северо-западе Литвы.
Репнин потребовал решения диссидентского вопроса: свободы вероисповедания для православных в коронных землях и уравнения в правах с римо-католиками православных, протестантов и униатов. В 1768 году под его давлением некатолики были уравнены в правах с католиками, что вызвало негодование среди римокатолических иерархов Речи Посполитой. Такую же реакцию вызывал сам факт вмешательства во внутренние дела государства, что привело к войне, в которой силы Барской конфедерации сражались против русских войск, верных королю сил и восставшего православного населения Украины (1768—1772). Конфедерация также обратилась за поддержкой к Франции и Турции, по просьбе Франции и Барской конфедерации Турция и Крым объявили войну России. Однако турки потерпели поражение от русских войск, помощь Франции оказалась несущественной, а силы конфедерации были разгромлены русскими войсками Кречетникова и королевскими войсками Браницкого. Ослаблению государства способствовала позиция давнего союзника Речи Посполитой — Австрии.
Имевшие общие границы с Речью Посполитой Пруссия, Австрия и Россия подписали секретное соглашение о сохранении неизменности законов Речи Посполитой. Этот союз позже стал известен в Польше как «Союз трёх чёрных орлов» (на гербах всех трёх государств был изображён чёрный орёл, в отличие от белого орла — символа Польши).

## Первый раздел

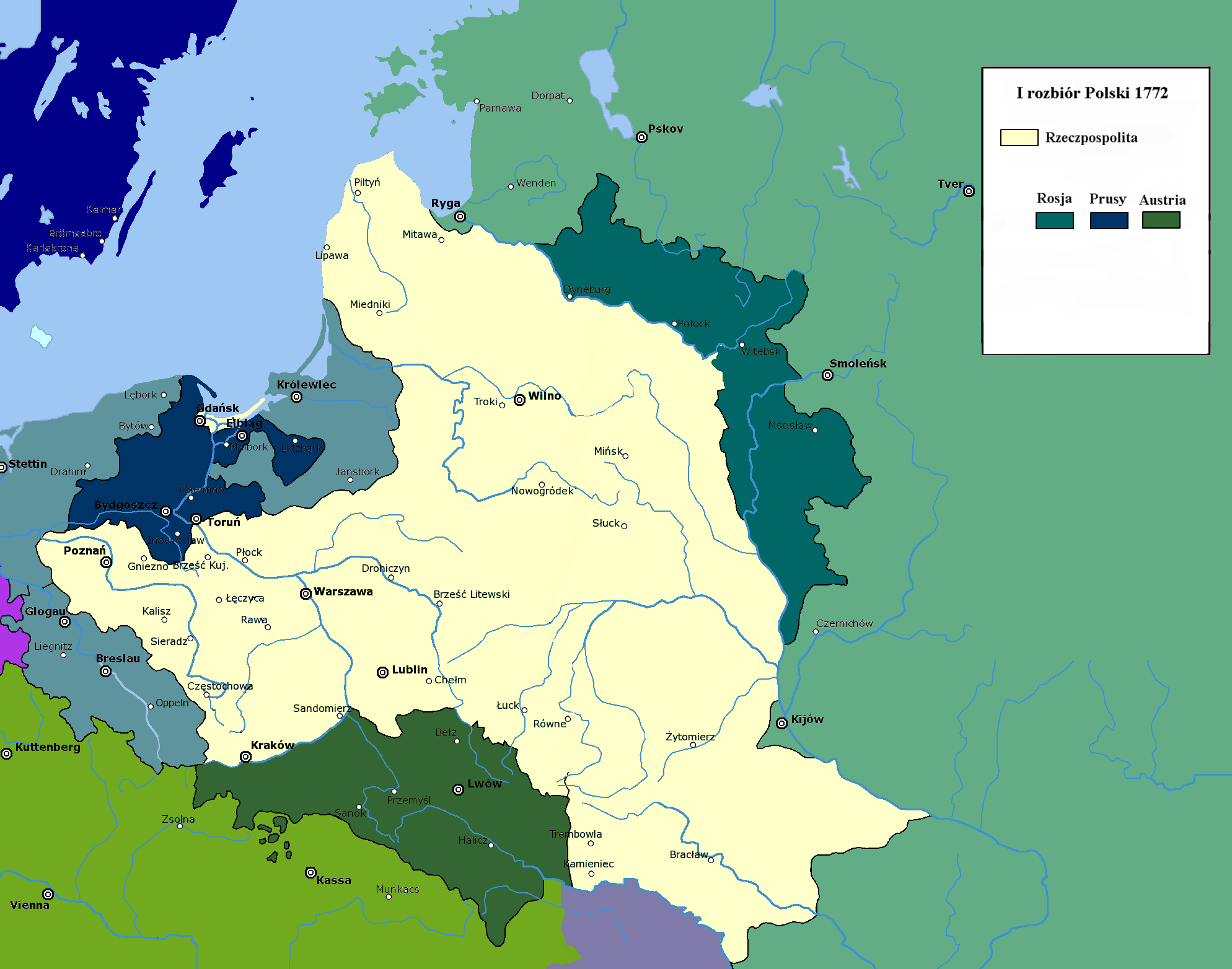
Первый раздел (1772)

19 февраля 1772 года в Вене была подписана секретная конвенция о первом разделе. Перед этим 6 февраля 1772 года в Санкт-Петербурге было заключено секретное соглашение между Пруссией (в лице Фридриха II) и Россией (в лице Екатерины II). Но поскольку о соглашениях никто не знал, то поляки не объединились. Силы Барской Конфедерации, исполнительный орган которой был вынужден покинуть Австрию после того, как та присоединилась к прусско-российскому союзу, не сложили оружие. Каждая крепость, где располагались её воинские части, держалась максимально долго. Так, известна оборона Тынца, которая продолжалась до конца марта 1772 года, а также оборона Ченстоховы, возглавляемая Казимежем Пуласким. 28 апреля 1772 года российские и польские войска и краковские ополченцы под командованием генерала Суворова заняли Краковский замок, так как французский гарнизон его капитулировал. Франция и Англия, на которых возлагали надежды конфедераты, остались в стороне и выразили свою позицию уже постфактум, после того, как раздел произошёл.
В начале августа российские, прусские и австрийские войска одновременно вошли на территорию Речи Посполитой и заняли области, распределённые между ними по соглашению. 5 августа был оглашён Манифест о разделе. Конвенция о разделе была ратифицирована 22 сентября 1772 года. В соответствии с этим документом Россия завладела польской частью Ливонии (Инфлянтское воеводство) и частью Белоруссии — до Двины, Друти и Днепра, включая районы Витебска, Полоцка и Мстиславля. Под власть российской короны перешли территории площадью 92 тыс. км² с населением 1 млн 300 тыс. человек. Пруссия получила Эрмланд (Вармию) и Королевскую Пруссию (позже ставшую новой провинцией под названием Западная Пруссия) до реки Нотець, территории герцогства Померания без Гданьска, округа и воеводства Поморское, Мальборское (Мариенбург) и Хелминское (Кульм) без Торуни, а также некоторые районы в Великой Польше. Прусские приобретения составили 36 тыс. км² и 580 тыс. жителей. К Австрии отошли Затор и Освенцим, часть Малой Польши, включающая южную часть Краковского и Сандомирского воеводств, а также части Бельского воеводства и вся Галиция (Червонная Русь), без города Кракова. Австрия получила, в частности, богатые соляные шахты в Бохне и Величке. В общей сложности австрийские приобретения составили 83 тыс. км² и 2 млн 600 тыс. человек.
Фридрих II, будучи вдохновлён своими политическими успехами, пригласил множество католических школьных учителей, в том числе иезуитов. Кроме того, он обязал прусских кронпринцев изучать польский язык. Австрийский канцлер Кауниц также был доволен территориальными приобретениями. Российская императрица Екатерина II была недовольна тем, что Галиция, бывшая некогда частью Руси, оказалась в руках Австрии.

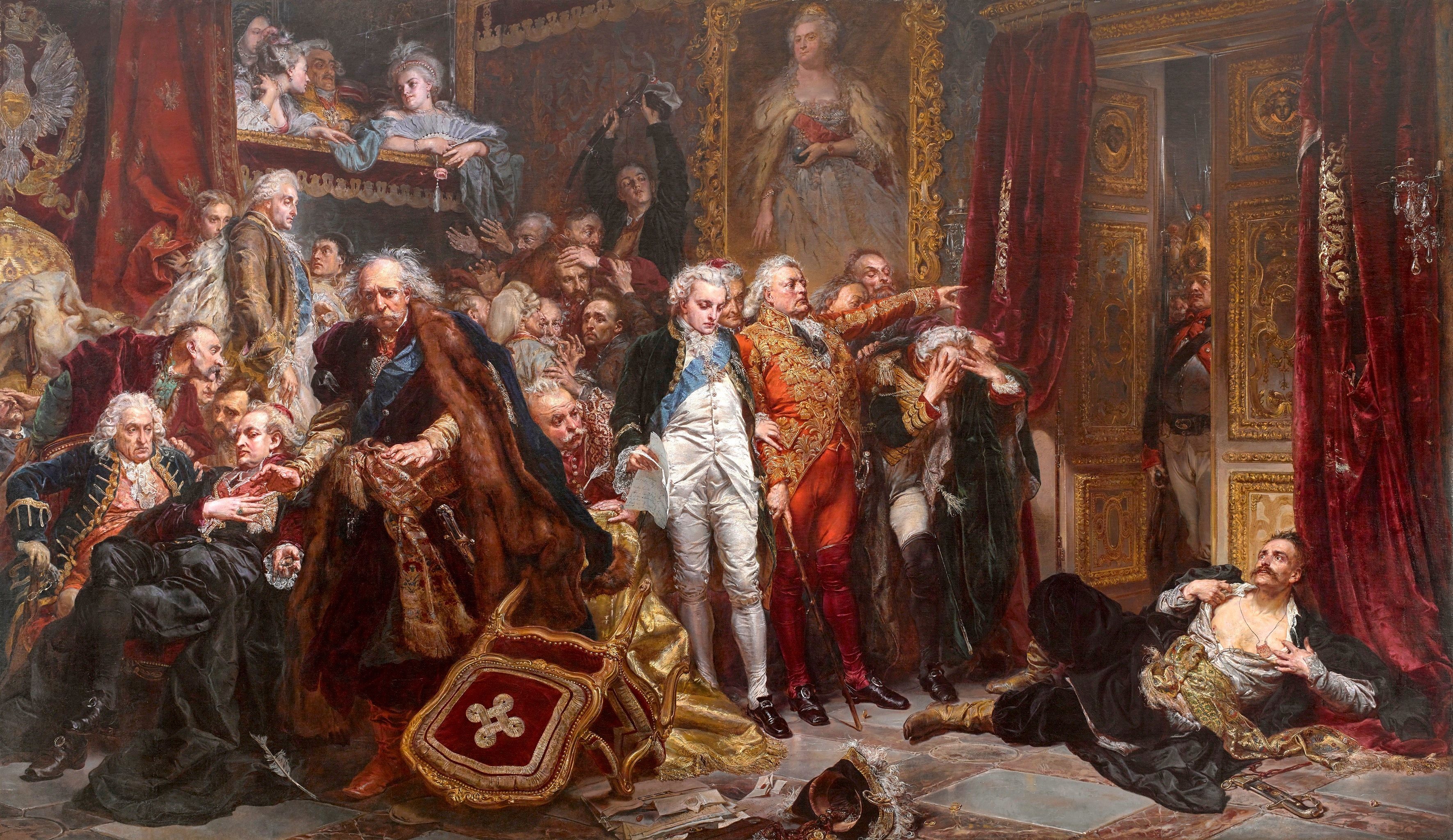
«Рейтан — упадок Польши», картина Яна Матейко. Холст, масло, 1866, 282 × 487 см

Заняв территории, причитающиеся сторонам по договору, оккупационные силы потребовали ратификации своих действий королём и сеймом.
Под давлением Пруссии, Австрии и России Понятовский должен был собрать сейм (1772—1775) для утверждения акта раздела и нового устройства Речи Посполитой. Полномочная делегация сейма утвердила раздел и установила «кардинальные права» Речи Посполитой, в состав которых вошли избирательность престола и liberum veto. Среди нововведений было установление «постоянного совета» («Rada Nieustająca») под председательством короля, из 18 сенаторов и 18 шляхтичей (по выбору сейма). Совет был разделён на 5 департаментов и осуществлял исполнительную власть в стране. Король уступил совету право отдавать земли «королевщины» в аренду. Совет представлял королю трёх кандидатов на должности для утверждения одного из них. Сейм, продолжавший свою работу до 1775 года, провёл административные и финансовые реформы, создал Комиссию Национального Образования, реорганизовал и сократил армию до 30 тыс. солдат, установил косвенные налоги и жалование чиновникам.
Захватив северо-западную Польшу, Пруссия взяла под контроль 80 % оборота внешней торговли Польши. Через введение огромных таможенных пошлин Пруссия ускоряла крах Речи Посполитой.

## Второй раздел

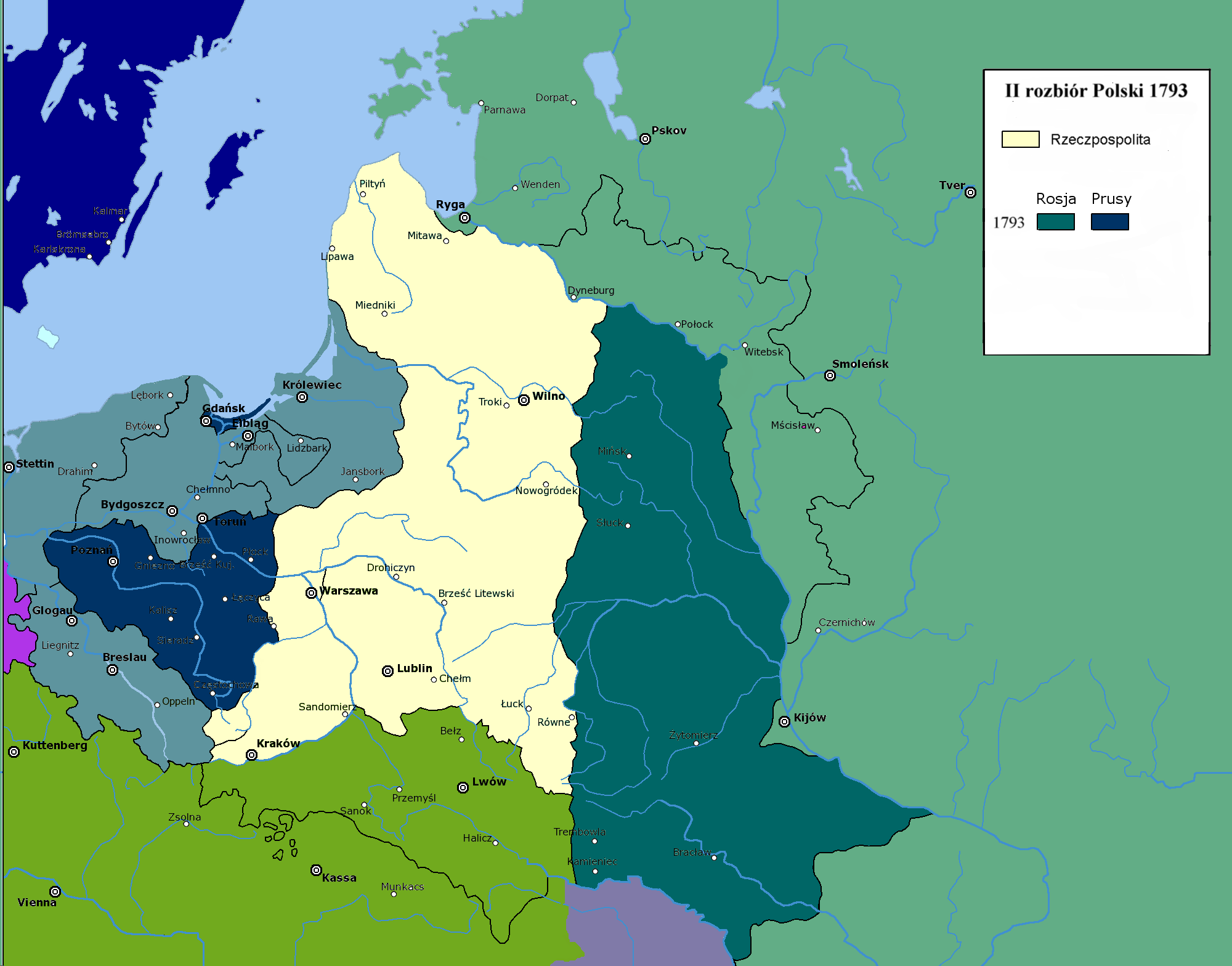
Второй раздел (1793)

После Первого раздела в Речи Посполитой прошли важные реформы, в частности, в сфере просвещения. Эдукационная комиссия, действовавшая в 1773—1794 (примас Понятовский, Хрептович, Игнатий Потоцкий, Замойский, Пирамович, Коллонтай, Снядецкий) с помощью средств, конфискованных у иезуитов, реформировала университеты, которым были подчинены средние школы. «Постоянный совет» существенно улучшил управление в военной, а также в финансовой, промышленной и земледельческой областях, что благотворно сказалось на состоянии экономики. В то же время возникла «патриотическая» партия (Малаховский, Игнаций и Станислав Потоцкие, Адам Чарторыйский и др.), желавшая разрыва с Россией. Ей противостояли «королевская» и «гетманская» (Браницкий, Феликс Потоцкий) партии, настроенные на союз с Россией. На «четырёхлетнем сейме» (1788—1792) возобладала «патриотическая» партия. В это время Российская империя вступила в войну с Османской империей (1787), и Пруссия спровоцировала сейм на разрыв с Россией. К 1790 Речь Посполитая была доведена до такого беспомощного состояния, что ей пришлось заключить неестественный (и в конечном счёте гибельный) союз с Пруссией, своим врагом.

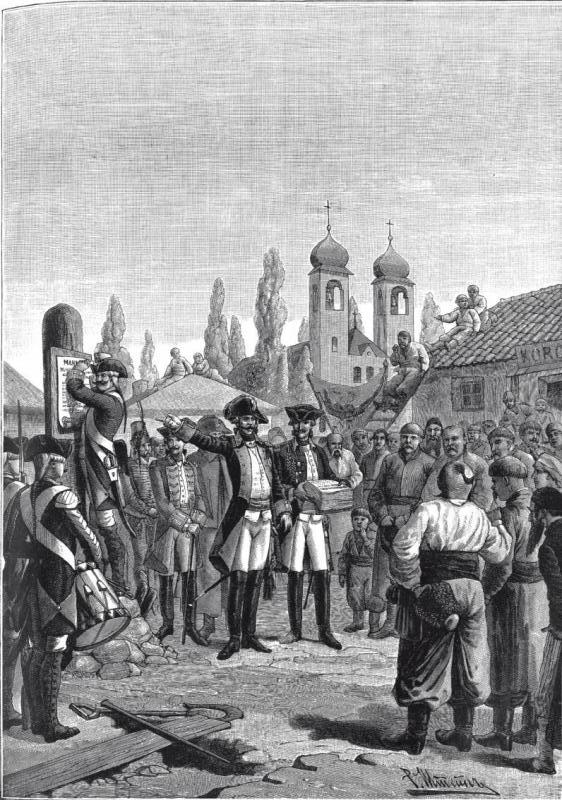
Объявление генералом Кречетниковым манифеста императрицы Екатерины II о присоединении Волыни и Подолии к России (1793 г.)

Условия польско-прусского договора 1790 г. были таковы, что последующие два раздела Речи Посполитой оказались неизбежными. Конституция 3 мая 1791 г. расширила права буржуазии, изменила принцип разделения властей и упразднила основные положения конституции Репнина. Речь Посполитая вновь получила право проводить внутренние реформы без санкции России. «Четырёхлетний сейм», принявший на себя исполнительную власть, увеличил армию до 100 тысяч человек и ликвидировал «постоянный совет», реформировал «кардинальные права». В частности было принято постановление «о сеймиках», что исключило безземельную шляхту из процесса принятия решений, и постановление «о мещанах», что уравняло крупную буржуазию в правах со шляхтою.
Принятие майской Конституции повлекло за собой вмешательство со стороны соседней России, которая опасалась восстановления Речи Посполитой в границах 1772 года. Пророссийская «гетманская» партия создала Тарговицкую конфедерацию, заручилась поддержкой Австрии и выступила против польской «патриотической» партии, поддерживавшей Конституцию. В военных действиях против «патриотической» партии, контролировавшей сейм, участвовали и русские войска под командованием Каховского. Литовская армия сейма была разгромлена, а польская, под командой Иосифа Понятовского, Костюшки и Зайончка, потерпев поражения под Полоном, Зеленцами и Дубенкой, отошла к Бугу. Будучи преданы своими прусскими союзниками, сторонники Конституции покинули страну, а в июле 1792 король присоединился к Тарговицкой конфедерации. 23 января 1793 Пруссия и Россия подписали конвенцию о втором разделе Речи Посполитой, которая была утверждена на созванном тарговичанами Гродненском сейме (1793).
Согласно этому соглашению Россия получила литовские земли до линии Динабург-Пинск-Збруч, восточную часть Полесья, области Подолье и Волынь, а всего около 250 000 квадратных километров территории и до 4 млн жителей. Под власть Пруссии перешли территории, населённые этническими поляками: Данциг (Гданьск), Торн, Великая Польша, Куявия и Мазовия, за исключением Мазовецкого воеводства.
27 марта (7 апреля) 1793 года Екатерина II издаёт манифест «О присоединении Польских областей к Российской Империи».
Ее Императорского Величества Всемилостивейшей Государыни моей от армии Генерал-аншеф, Сенатор, Тульский, Калужский и новоприсоединенных областей от Речи Посполитой Польской к Империи Российской Генерал-Губернатор, начальствующий над всеми войсками там находящимися и расположенными в 3 Малороссийских Губерниях, отправляющий должность Генерал-губернатора сих Губерний, воинский Инспектор и Кавалер орденов Св. Андрея Первозванного, Св. Александра Невского и Св. Равноапостольного Князя Владимира первой степени, Польских Белого Орла и Св. Станислава и Великокняжеского Голстинского Святая Анны, я Михаил Кречетников объявляю сие, по Высочайшей воле и повелению моей Всемилостивейшей Государыни Ее Императорского Величества Всероссийской, всем  вообще жителям и каждому особенно всякого чина и звания присоединенных ныне от Речи Посполитой Польской на вечные времена к Империи Российской мест и земель.
Участие Ее Величества Императрицы Всероссийской приемлемое в делах Польских основывалось всегда на ближайших, коренных и взаимных пользах обоих Государств. Что не только тщетны были, но и обратились в бесплодную тягость и в таковое же понесение бесчисленных убытков все Ее старания о сохранении в сей соседней Ей области покоя, тишины и вольности, то неоспоримо и ощутительно доказывается тридцатилетнею испытанностью. Между неустройствами и насилиями произошедшими из раздоров и несогласий, непрестанно Республику Польскую терзающих, с особливым соболезнованием Ее Императорское Величество всегда взирала на те притеснения, которым земли и грады, к Российской Империи прилеглые, некогда сущим Ее достоянием бывшие и единоплеменниками Ее населенные, созданные и православною Христианскою верою просвещенные и по сие время оную исповедующие, подвержены были. Ныне же некоторые недостойные Поляки, враги отечества своего, не стыдятся возбуждать правление безбожных бунтовщиков в Королевстве Французском и просить их пособий, дабы обще с ними вовлещи Польшу в кровавое междоусобие. Тем вящая от наглости их предстоит опасность, как спасительной Христианской вере, так и самому благоденствию обитателей помянутых земель от введения нового пагубного учения, стремящегося к расторжению всех связей гражданских и политических, совесть, безопасность и собственность каждого обеспечивающих, что помянутые враги и ненавистники общего покоя, подражая безбожному, неистовому и развращенному скопищу бунтовщиков Французских, стараются рассеять и распространить оное по всей Польше и тем самим на веки истребить как собственное ее, так и соседей ее спокойствие.
По сим уважениям Ее Императорское Величество Всемилостивейшая моя Государыня, как в удовлетворение и замену многих своих убытков, так и в предохранение польз и безопасности Империи Российской, а равно и самих областей Польских и в отвращение и пресечение единожды навсегда всяких превратностей и частых разнообразных перемен правления, соизволяет ныне брать под державу Свою и присоединить на вечные времена к Империи Своей все замыкающиеся в нижеописанной черте земли и жителей их, а именно: начиная черту сию от селения Друи лежащего на левом берегу реки Двины при угле границы Семигалии, оттуда простираясь на Норочь и Дуброву и следуя по частному рубежу Воеводства Виленского на Столпцы, проводя на Несвиж, потом на Пинск и оттоль проходя чрез Кунев между Вышгрода и Новогроблы близ границы Галиции, с коею смыкаясь, простирается по оной до реки Днестра, наконец спускаясь всегда по течению сей реки, примыкает к Егорлыку, пункту прежней границы в той стране между Россиею и Польшею таким образом, что все земли города и округи объемлемые вышеописанною чертою новой границы между Россиею и Польшею, отныне навсегда имеют состоять под Скипетром Российской Империи; жители же оных земель и владельцы, какого бы рода и звания ни были, в подданстве оного.
Чего ради и имею я, как учрежденный над оными от Ее Величества Генерал-Губернатор, точное Высочайшее повеление торжественно обнадежить прежде всего собственным Ее священным именем и словом, (как  то сим торжественным Манифестом для всеобщего сведения и удостоверения действительно и исполняю) всех Ее Величества новых подданных, а мне любезных теперь сограждан, что Всемилостивейшая Государыня изволит не токмо всех их подтверждать при совершенной и ничем не ограниченной свободе в публичном отправлении их веры, также и при законном каждого владении и имуществе; но и совершенно их под державою своею усыновляя и приобщая ко славе и благоденствию Российской Империи, по примеру верноподданных Ее жителей Белорусских, живущих в полном спокойствии и изобилии под мудрым и кротким Ее царствованием, всех и каждого награждать еще отныне в полной мере и без всякого изъятия всеми теми правами, вольностями и преимуществами, каковыми древние подданные Ее пользуются, так что каждое состояние из жителей присоединенных земель вступает с самого сего дня во все оному свойственные выгоды по всему пространству Империи Российской, ожидая и требуя Ее Величество взаимно от признания и благодарности новых Своих подданных, что они, будучи милостью Ее поставляемы в равное с Россиянами благоденствие, потщатся с своей стороны сделать себя и имени сего достойными истинною к новому ныне, но прежде давнему их отечеству любовью и непоколебимою впредь верностью к толь сильной и великодушной Государыне.
И по тому имеют все и каждый, начиная от знатнейшего Дворянства, чиновников и до последнего, кому надлежит, учинить в течение одного месяца торжественную присягу в верности, при свидетельстве определенных от меня к тому нарочных людей. Если же кто из Дворянства и из другого состояния владеющий недвижимым имением, небрежа о собственном своем благополучии, не захочет присягать, тому дозволяется на продажу недвижимого своего имения и добровольной выезд вне границ трехмесячный срок, по прошествии которого все остающееся имение его секвестровано и в казну взято быть имеет.
Духовенство вышнее и нижнее долженствует подать собою, яко пастыри душевные, первый во учинении присяги пример и в повседневно Господу Богу публичном принесении теплых молитв о здравии Ее Императорского Величества Всемилостивейшей Государыни и дражайшего Ее сына и Наследника Цесаревича Великого Князя Павла Петровича и всего Высочайшего Императорского дому по тем формам, которые им для сего употребления даны будут.
Чрез торжественное выше сего обнадежение всем и каждому свободного отправления веры и неприкосновенной в имуществах целости, само собою разумеется, что и Еврейские общества жительствующие в присоединенных к Империи Российской городах и землях будут оставлены и сохранены при всех тех свободах, коими они ныне в рассуждении закона и имуществ своих пользуются; ибо человеколюбие Ее Императорского Величества не позволяет их одних исключить из общей всем милости и будущего благосостояния под благословенною Богом Ее Державою, доколе они с своей стороны с надлежащим повиновением яко верноподданные жить и в настоящих торгах и промыслах по званиям своим обращаться будут. Суд и расправа да будут продолжаемы в настоящих их местах именем и властью Ее Императорского Величества с наблюдением строжайшего порядка и правосудия.
В заключение считаю я за нужно именно присовокупить еще, по Высочайшему соизволению Ее Императорского Величества, что все войска как уже в своей земле строжайшую воинскую дисциплину наблюдать будут; а по тому ни вступление их в разные места, ниже самая перемена правления не долженствуют никому и нимало препятствовать в покойном и безопасном домостроительстве, торгах и промыслах; ибо размножение их паче служа частной пользе; тем самим будет служить к угодности и благоволению Ее Величества.

Сей Манифест имеет 27 числа сего Марта месяца во всех церквах прочтен, в городские книги записан и в надлежащих местах прибыт быть для всенародного сведения. А дабы оному совершенная вера подаваема была, утвердил я его, по данной мне власти, подписанием руки моей и приложением печати герба моего. Издан в главном стане войск мне вверенных при Полонне.

## Третий раздел

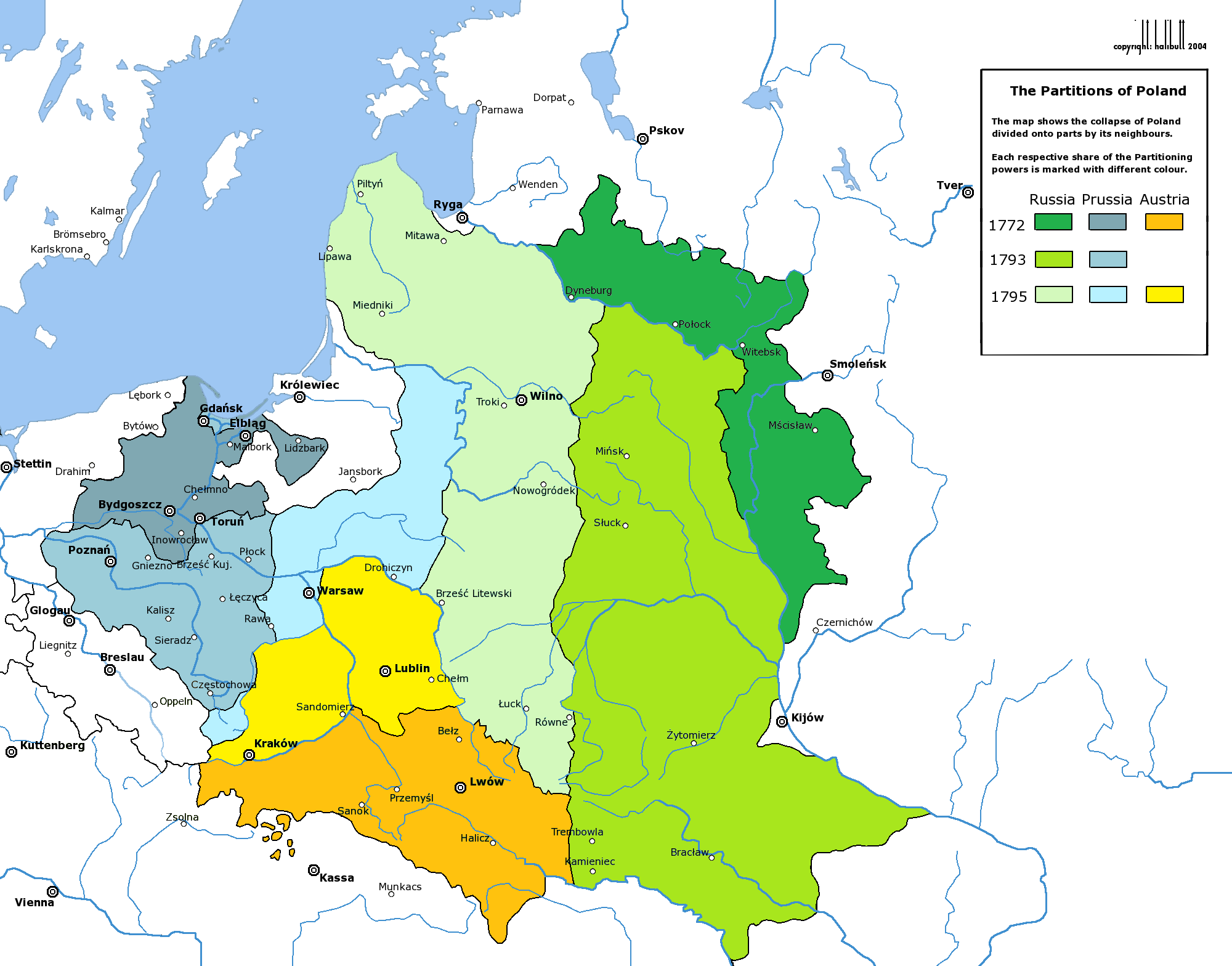
Три раздела союза Польши и Литвы на одной карте

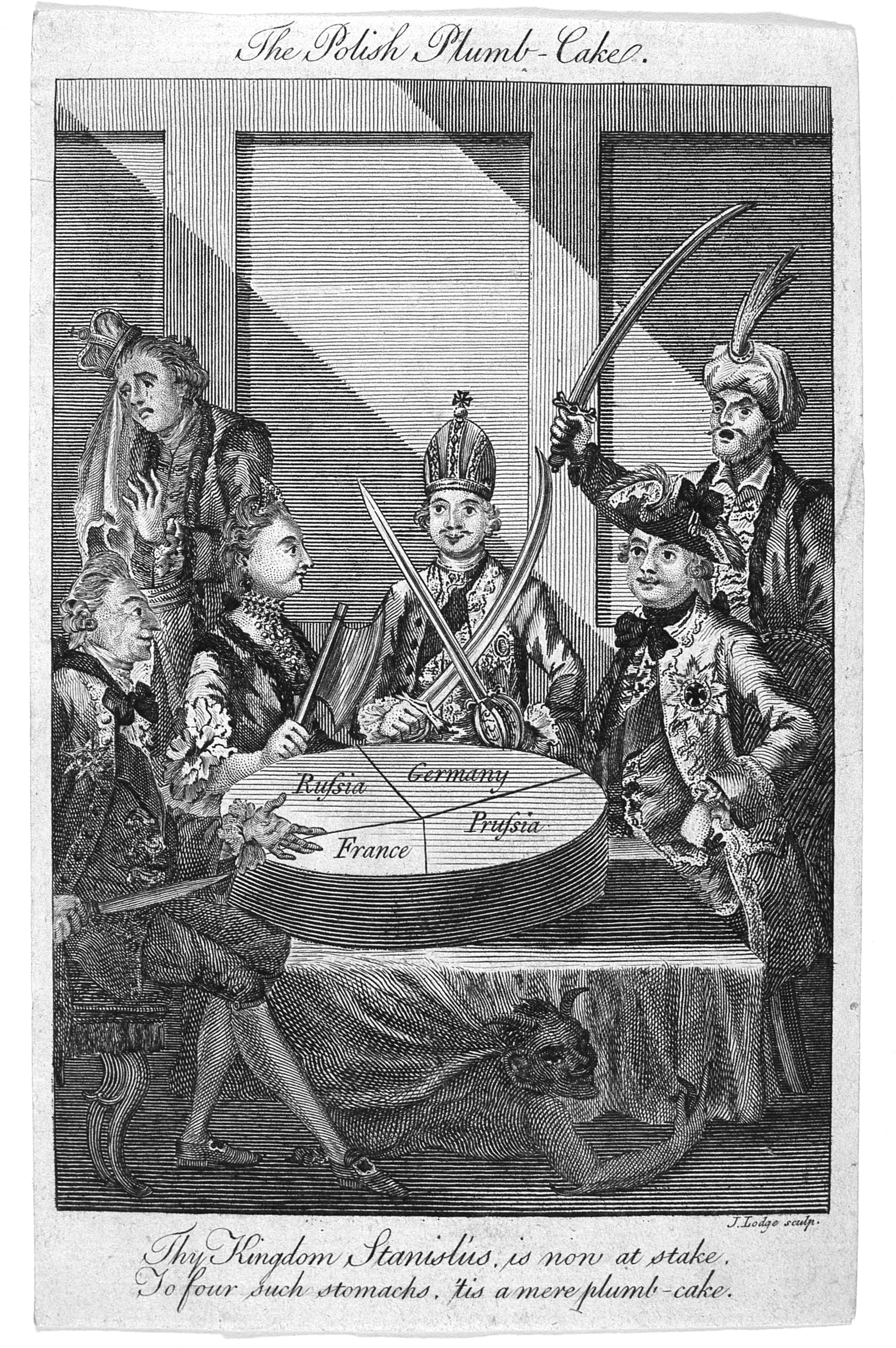
Раздел польского пирога, аллегория на разделы Польши, рисунок 1774 года

Поражение восстания Костюшко (1794), направленного против разделов страны, послужило поводом для окончательной ликвидации польско-литовского государства. 24 октября 1795 года государства, участвующие в разделе, определили свои новые границы. В результате Третьего раздела Российская Империя получила литовские и польские земли к востоку от Буга и линии Немиров-Гродно общей площадью 120 тыс.км² и населением 1,2 млн человек. Пруссия приобрела территории, населенные этническими поляками, к западу от рек Пилицы, Вислы, Буга и Немана вместе с Варшавой (получившие название Южной Пруссии), а также земли в Западной Литве (Малая Литва), общей площадью 55 тыс. км² и населением в 1 млн человек. Под власть Австрии перешли Краков и часть Малой Польши между Пилицей, Вислой и Бугом, часть Подляшья и Мазовии общей площадью 47 тыс. км² и населением 1,2 млн человек.
Вывезенный в Гродно король Станислав Август Понятовский сложил свои полномочия 25 ноября 1795 г. Государства, участвовавшие в разделах Речи Посполитой, заключили «Петербургскую конвенцию» (1797 г.), которая включала постановления по вопросам польских долгов и польского короля, а также обязательство, что монархи договаривающихся сторон никогда не будут использовать в своих титулах название «Королевство Польское».
Территория, перешедшая под власть Российской империи, была разделена на губернии (Курляндскую, Виленскую и Гродненскую). Здесь были сохранены прежняя правовая система (Литовский статут), выборность судей и маршалков на сеймиках.
В Пруссии из бывших польских земель были созданы три провинции: Западная Пруссия, Южная Пруссия и Новая Восточная Пруссия. Официальным языком стал немецкий, введены прусское земское право и немецкая школа, земли «королевщины» и духовные имения отобраны в казну.
Земли, перешедшие под власть австрийской короны, получили название Галиция и Лодомерия, они были разделены на 12 округов. Здесь также были введены немецкая школа и австрийское право.
В результате Наполеоновских войн Наполеон Бонапарт на короткое время восстановил польское государство в форме Варшавского герцогства под короной саксонского короля.

## Четвёртый раздел

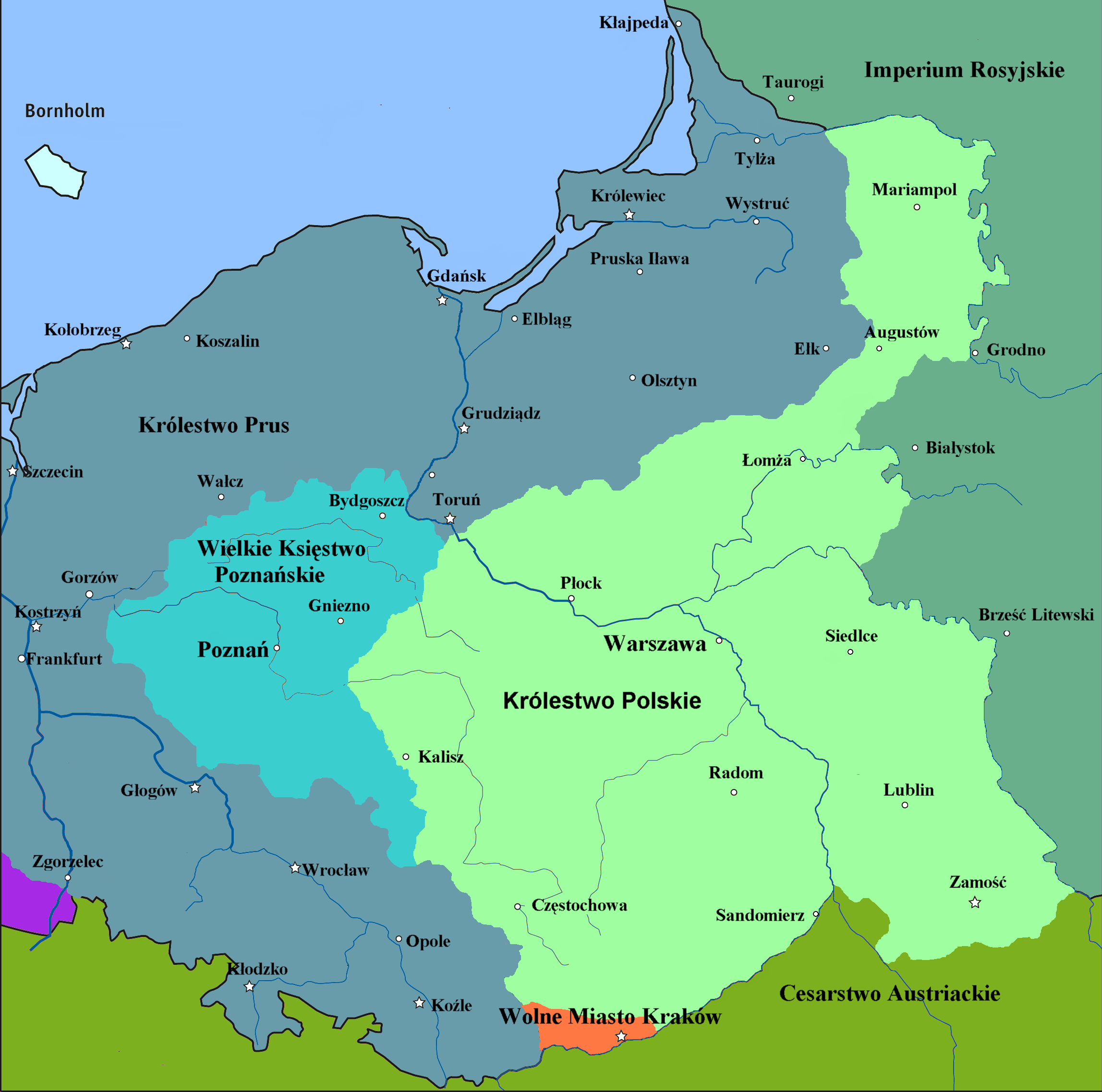
Четвёртый раздел Речи Посполитой

Прошёл в 1815 году в ходе Венского конгресса, оформившего новый раздел Польши на следующие части:
- Великое княжество Познанское (отошло Пруссии)
- Вольный город Краков (в 1846 включён в состав Австрийской Империи)
- Тарнопольский край (отошел от России и был включен в состав Австрийской империи)
- Царство Польское (отошло России)

Часть созданного Наполеоном герцогства Варшавского вошла в состав Российской империи под названием Царство Польское, а российский император Александр I становился и польским царём. Австрия оставляла за собой южную часть Малой Польши и большую часть Червонной Руси, а западные земли Великой Польши с городом Познанью и польское Поморье вернулись к Пруссии. Появилось новое образование — Вольный город Краков, просуществовавший до 1846 года, когда был аннексирован Австро-Венгрией. Решениями Венского конгресса областям разделённой между Германией, Австрией и Россией Польши была обещана национальная автономия, однако на деле предоставлено только Конституцией Царства Польского в России (1815 год).
В воззвании к польскому народу от 17(30).3.1917 Временное правительство России заявило о желательности создания независимой Польши из всех трёх её разрозненных частей, соединённой с Россией «свободным военным союзом».

## Пятый раздел

Пятый раздел Польши был частью подписанного в 1939 году Пакта Молотова — Риббентропа

После воссоздания Польского гос-ва в результате Версальского мирного договора 1918 года она просуществовала всего лишь до сентября 1939 года, когда вторгнувшиеся 1 сентября войска нацистской Германии разгромили польскую армию, после чего, 17 сентября, армия Советского Союза вошла на территорию Западной Украины и Западной Белоруссии, а польское правительство в ночь с 17 на 18 сентября бежало из Польши на территорию Румынии.
Из доставшейся немцам части было выделено так называемое генерал-губернаторство с центром в Варшаве, остальные части присоединены к 3 рейху. Территории, захваченные советскими войсками, были присоединены к Украинской ССР, Белорусской ССР и Литве. Решения пятого раздела просуществовали недолго — уже в 1941 году, после нападения Германии на Советский Союз договор, так же как и все остальные советско-германские договоры, утратил силу. При заключении соглашения Сикорского — Майского 30 июля 1941 года советское правительство признавало советско-германские договоры 1939 года относительно территориальных изменений в Польше утратившими силу.
По окончании Второй мировой войны решением стран-победительниц Польская республика была восстановлена, но уже в других границах, сдвинувшихся на запад. В результате почти все присоединённые в 1939 году к СССР земли, кроме Белостокской области БССР и Пшемысля, остались в его составе.